# MotorSport
«MotorSport» (с англ. — «Моторный спорт») — песня, записанная американским хип-хоп трио Migos совместно с Ники Минаж и Карди Би. Песня была выпущена 27 октября 2017 года в качестве лид-сингла с третьего альбома Migos Culture II (2018). Продюсерами выступили Murda Beatz и Cubeatz. Сингл добрался до шестого места в Billboard Hot 100, став вторым топ-10 для группы.

## Чарты

### Еженедельные чарты
| Чарт (2017–18)                        | Пиковая позиция |
| ------------------------------------- | --------------- |
| Австралия (ARIA)                      | 73              |
| Канада (Billboard Canadian Hot 100)   | 12              |
| Чехия (Singles Digitál Top 100)       | 64              |
| Франция (SNEP)                        | 73              |
| Венгрия (Stream Top 40)               | 40              |
| Греция (IFPI)                         | 11              |
| Ирландия (IRMA)                       | 79              |
| Нидерланды (Single Tip)               | 4               |
| Новая Зеландия (RMNZ Heatseekers)     | 2               |
| Филиппины (Philippine Hot 100)        | 80              |
| Португалия (AFP)                      | 57              |
| Словакия (Singles Digitál Top 100)    | 46              |
| Швеция (Sverigetopplistan Heatseeker) | 4               |
| Швейцария (Schweizer Hitparade)       | 54              |
| Великобритания (OCC UK Singles)       | 49              |
| США (Billboard Hot 100)               | 6               |
| США (Billboard Hot R&B/Hip-Hop Songs) | 3               |
| США (Billboard Rhythmic)              | 6               |

### Годовые чарты
| Чарт (2018)                       | Позиция |
| --------------------------------- | ------- |
| Канада (Canadian Hot 100)         | 63      |
| США (Billboard Hot 100)           | 34      |
| США (Billboard R&B/Hip-Hop Songs) | 16      |
| США (Billboard Rhythmic)          | 30      |

## Сертификации и продажи
| Регион | Сертификация  | Продажи   |
| --- | ------------- | --------- |
| Австралия (ARIA) | Платиновый    | 70 000    |
| Канада (Music Canada) | 3× Платиновый | 240 000   |
| Великобритания (BPI) | Золотой       | 400 000   |
| США (RIAA) | 3× Платиновый | 3 000 000 |
| ^ Данные о тиражах приведены только на основе сертификации. · Данные о продажах + прослушиваниях приведены только на основе сертификации. |               |           |